# حمام الدرعية
حمام الدرعية، ويُطلق عليه أيضاً حمام الطريف، ويعتبر من الحمامات العامة ذات البخار الساخن، وأحد المنشأت المدنية في المنطقة الوسطى في مدينة الدرعية في حي الطريف.

## نشأة الحمامات
تهدف مثل هذه الحمامات إلى خدمة سكان المدينة، حيث توجد النظافة، والحيوية والنشاط، وهي ما تُعرف حالياً بحمام السونا، ويرجع بناء الحمامات إلى الحضارات القديمة التي قامت في بحر ايجه حيث وجدت بقصور المدينتين كنسوس وتيرنس بقايا حمامات يرجع تاريخها إلى العصر البرنوزي (3000-1200 ق.م)، وانتشرت الحمامات بشكل واسع في العصر الإسلامي.

## حمام الدرعية
اكتشفت الإدارة العامة للأثار والمتاحف حماماً يعد الأول في المنطقة الوسطى، وذلك في حي الطريف الذي كان يستقر فيه ائمة وامراء آل سعود في عهد الدولة السعودية الأولى، وقد تم انشاؤه في القرن الثاني عشر الهجري بجوار وحدات سكنية مخصصة لضيوف الدولة، ويتكون الحمام من ثلاث حجرات باردة ثم دافئة ثم ساخنة تدريجياً بهدف أن لا يصاب المستحم بالأذى عند التنقل للحجرة التالية، وهذا الحمام مشابهً تماماً لتلك الحمامات التي أُنشئت في بداية العصر الإسلامي وخصوصاً ببلاد الشام مثل:حمام «قصير عمرا» (94-97هـ/712-715م)، وحمام الصرخ (107-111هـ/725-730م)، وكانت الحجرة الساخنة من أهم اجزاء الحمام بواسطتها يتم التعرض للبخار عن طريق مغطس الماء الذي يخرج منه البخار الناتج عن تسخين الماء بواسطة إشعال الحطب في اسفله، بالإضافة إلى اكتساب الحجرة جواً من الحرارة عن طريق أنابيب الفخار حيث يجري فيها دخان الحطب المحترق إلى داخل الحجرة التي سُقفت بقبة مستديرة، وقد تم إمداد الحمام بالماء عن طريق خزان خارج المبنى، ويتغذى عن طريق البئر الواقع في أسفل الوادي.

## ملحقاته
- القسم الغربي ويحتوي على الآتي:
- فناء مكشوف محاط بثمانية أعمدة حجرية مكونة من خرزات مستديرة تحمل الفروشات الحجرية (تاج العمود) الحاملة للسواتيف (جذوع أشجار خشب الأثل) التي تحمل الظلة من جهة الفناء
- تتواجد فيه ست حجرات الغربية منها بطول الفناء، وعرضها قليل لا يتجاوز المتران، وبواجهتها من أعلى فتحات مثلثة على خط أفقي واحد للإنارة والتهوية والزخرفة، وأسفلها ثلاث طاقات غير نافذة ذات عقود مدببة يتوسطها باب الحجرة
- يوجد في الجدار الشمالي للفناء صف من الفتحات المثلثة مستمرة حتى نهاية الجدار الشمالي للحجرة الغربية، ومنسوب أرضية الفناء ينخفض بثلاث درجات عن أرضية المدخل الشمالي
- من الجهة الحنوبية المطلة على الوادي مباشرة تتواجد ثلاث حجرات تنخفض أرضياتها بمقدار نصف متر عن أرضية الفناء، والحجرة الغربية منهم يتوسطها بقايا عمودين حجرين مكونين من خرزات حجرية، ويوجد بين بقايا العمود الغربي والجدار الشمالي قاطوع من المباني الطينية، والجدار الجنوبي منهار حيث كان مبني أساسه من كتل حجرية بارتفاع نحو خمسة أمتار للوصول إلى منسوب أرضية الغرفة على سطح منحدر الهضبة، وبالجدار الشمالي للحجرة فتحات مثلثة قاعدتها على خط أفقي واحد
- الحجرة الوسطى المطلة على الوادي، وبوسطها عمود من الخرزات الحجرية تعلوه الفروشات لحمل السواتيف التي ترتكز على الفروشات من جهة، بينما ترتكز على مخدات حجرية توضع أسفلها مباشرة لتوزيع أحمالها على الجدران الطينية الحاملة لها
- في جدار الفناء من الجهة الشمالية يوجد حجرة مربعة الشكل يتوسطها عمود ويقابله عمود آخر بوسط الجدار الشرقي لحمل سقف الحجرة، وبالجدار الشرقي باب يوصل بين المبنى السكني والمبنى الاجتماعي والحضاري، ويجاوره إلى الشمال من الجدار دولاب يرتفع 1،21م، وبه رفان، كما يوجد بالجدار الغربي مجموعة مثلثات مكونة من ثلاث وحدات من المجموعات الهرمية كل مجموعة تتكون من ثلاث مثلثات، ويفصل بين المجموعة الأولى والثانية مثلثين في صف رأسي على محور واحد، وأسفل المجموعة الهرمية الثانية يوجد مثلث آخر بنفس الارتفاع أسفلها.
- القسم الشرقي ويحتوي على الآتي:
- فناء مكشوف يتسع من جميع الجهات، ويوجد به أربعة عشر عمود، وتحمل مظلة كبيرة
- لا يوجد في هذا المبنى سوى حجرتين تصلح كمستودعات
- اشتمل تخطيط هذا المبنى على عناصر زخرفية متنوعة الأشكال، حيث أقيم لغرض الاجتماعات والندوات سواءً كانت سياسية، دينية، انتصارات عسكرية
- يوجد في الجهة الشرقية من هذا المبنى مداخل فخمة عبارة عن عقود مدببة كبيرة الاتساع محمولة على اكتاف مبنية بقطع من الحجر الجيري منتظم الشكل
- يتألف الجدار الشمالي من شرفتين مسننتين بثلاث درجات مائلة، ويتخلل كل شرفة مجموعة هرمية من ثلاث مثلثات يعلوها بنفس الارتفاع، ولكن بعرضٍ أقل، وأما الجدار الغربي به طاقة عقدها على شكل مثلث، والحجرة مليسة بلياسة حجرية في مختلف جدرانها
- بوابات ردهة المخل تمتاز بالفخامة والتوزيع الزخرفي الملائم، ومن الجهة الجنوبية تتواجد سلسلة من المعينات الرأسية بقي منها ثلاث معينات، وبأسفلها مثلثات على جانبيه نصفا مثلثين صغيرين، وهذه المعينات بعرض 09، 0م وطول 13، 0م والمثلثات بارتفاع 07، 0م، ويوجد بالركن الجنوبي الشرقي بواجهة الشرفات الشمالية للجدار بقايا تف مستدير بعرض 10، 0م وبه ثلاث مثلثات ارتفاعها 07، 0 وقواعدها على خط رأسي واحد، وارتفاع الجزء الباقي من الكتف 50، 0م
- الفناء الشرقي المحاط بالأعمدة وبينهما الشرفات التي تتخللها المثلثات بإشكال وتنظيمات هرمية
- يوجد بالمبنى مدخل آخر وواجهته شرقية، والمدخل أمام العقود على خط مستقيم واحد، ويؤدي هذا المدخل إلى الفناء، وتواجهه مباشرة حجرة صغيرة بطول 58، 2 وعرض 2 تستعمل كمستودع، وبجدارها الجنوبي طاقة غير نافذة وعقدها على شكل مثلث، والحجرة مليسة بالطين باستثناء الذي حول الطاقة مليس بالجص
- يوجد سلم لا زالت بقاياه وزخارفه قائمة، وقد بقي من هذا السلم قرابة سبع درجات، وهو مبني من الحجر المليس بمونة جيرية.[4]

## انظر ايضاً
- الدرعية
- حي الطريف

## وصلات خارجية
- «الدرعية».. نواة الدولة السعودية وتراث عمراني عريق أبرز معالمها «حي الطريف» الوثيقة المادية للعمارة.
- حي الطريف في الدرعية .. اهتمام ملكي ومشروع تطوير سيرى النور.